# Ontalvilla de Valcorba
Ontalvilla de Valcorba es una localidad y también una entidad local menor española del municipio de Alconaba, perteneciente a la provincia de Soria, en la comunidad autónoma de Castilla y León..

## Geografía
Esta pequeña población de la comarca de Frentes está ubicada en el centro de la provincia de Soria, al este de la capital y separada por la sierra de Santa Ana.
La localidad está situada entre las carreteras nacionales N-234 de Soria a Calatayud y N-122 de Soria a Tarazona (Zaragoza a Portugal), con acceso a través de la provincial SO-P-2016.

## Historia
El censo de Pecheros de 1528, en el que no se contaban eclesiásticos, hidalgos y nobles, registraba la existencia de 4 pecheros, es decir unidades familiares que pagaban impuestos. En el documento original la localidad figura como Holtalvilla.
A la caída del Antiguo Régimen la localidad se constituyó en municipio constitucional, conocido entonces como Hontalvilla de Valcorba, en la región de Castilla la Vieja En el censo de 1842 contaba con 4 hogares y 17 vecinos. Hacia mediados del siglo XIX, el lugar, por entonces con ayuntamiento propio, tenía contabilizadas 5 casas. Aparece descrito en el noveno volumen del Diccionario geográfico-estadístico-histórico de España y sus posesiones de Ultramar de Pascual Madoz de la siguiente manera:

HONTALBILLA DE VALCORBA: l. con ayunt. en la prov y part. jud. de Soria (1 1/2 leg.), aud. terr. y c. g. de Burgos (21), dióc. de Osma (10 1/2). sit. en una colina con libre ventilacion y clima frio, las enfermedades mas comunes, son fiebres catarrales: tiene 5 casas, la de ayunt. que sirve de cárcel, una fuente de buenas aguas y una igl. parr. (Sta. Cruz) aneja de la de Martialay. térm.: confina con los de Duañe, Alconaba, Martialay y granja de la Salma. El terreno es arenisco y flojo; comprende un pequeño monte poblado de encina y chaparro. caminos: los que dirigen á los pueblos limítrofes. correo: se recibe y despacha en la adm. de Soria, por balijero. prod.: trigo comun y centeno; se cria ganado lanar y las caballerias necesarias para la agricultura; caza de liebres. pobl.: 4 vec., 17 alm. cap. imp.: 5,108 rs. El presupuesto municipal 200, se cubre con el producto de las yerbas del térm. que se venden á los ganaderos.
(Madoz, 1847, p. 219)

Entre el censo de 1857 y el anterior se integró en Alconaba.
En el lugar destaca la existencia de un árbol notable: la noguera de la granja de la Salma, con una base de 5,40 m, una altura de 14,5 m y una copa de 27 x 24 m.

## Patrimonio
Hay una iglesia bajo la advocación de La Invención de la Santa Cruz.

## Fiestas
Las fiestas de la patrona se celebran el primer fin de semana de septiembre.